# Karl Heinrich Adolf Reiss
Karl Heinrich Adolf Reiss (Frankfurt, 24 d'abril de 1829 - 5 d'abril de 1908) fou un pianista, director d'orquestra i compositor alemany
Alumne de Hauptmann a Leipzig, fou mestre de cors i segon director dels teatres de Magúncia, Berna, Basilea i Würzburg. El 1854 fou nomenat primer director de l'orquestra de Magúncia. Dos anys més tard acceptà el lloc de segon director d'orquestra de Cassel i passà a ser director de l'orquestra de la cort a la mort de Spohr. De 1881 a 1886 ocupà el mateix càrrec en el Teatre de la Cort de Wiesbaden.
La seva òpera Otto der Schutz fou representada a Magúncia el 1856.